# San Antonio de Flores (kommun i Departamento de El Paraíso)
San Antonio de Flores är en kommun i Honduras.   Den ligger i departementet El Paraíso, i den södra delen av landet, 60 km sydost om huvudstaden Tegucigalpa. Antalet invånare är 4 776. Arean är 155 kvadratkilometer.
Terrängen i San Antonio de Flores är huvudsakligen kuperad, men västerut är den bergig.